# Jean Orry
Jean Orry (París, 4 de setembre de 1652 - íd., 29 de setembre de 1719) va ser un economista i polític francès, Ministre de Finances i Secretari d'Hisenda d'Espanya. Orry fou enviat per Lluís XIV de França a la cort de Felip V sota la protecció de la Princesa dels Ursins i el confessor reial Robinet perquè arrangés la Hisenda de la Monarquia d'Espanya, ara en mans també de la Casa de Borbó, davant la imminència de la Guerra de Successió Espanyola (1701 - 1714). Fou l'ideòleg i impulsor dels Decrets de Nova Planta que implementaren una administració centralitzada i una legislació uniforme sota les lleis de Castella en tots els estats de Felip V, donant lloc a la Monarquia Absolutista borbònica.

## Matrimoni i descendents
Es casà amb Jeanne Esmonyat, de la qual va tenir tres fills: Philibert Orry, superintendent de finances, Jean-Henri-Louis Orry, fundador de la manufactura de Sèvres, i una filla que es va casar amb el senyor de la Galaizière, canceller del Rei de Polònia, duc de Lorera i de Bar.

## Biografia

### Ministre de Lluís XIV
Senyor de Vignory, era fill de François Orry i va estudiar Dret per entrar de jurista en l'administració reial francesa. Va fer una ràpida i brillant carrera: durant la Guerra d'Holanda va ser proveïdor general de munició dels exèrcits de Lluís XIV i el 1700 ja havia esdevingut el seu conseller-secretari.

### Els Decrets de Nova Planta
EL 15 de novembre de 1700 el net de Lluís XIV, Felip duc d'Anjou, esdevingué nou monarca de la Monarquia d'Espanya amb el nom de Felip V, fet que suposava la fi de la Casa d'Àustria i l'entronització de la Casa de Borbó. Lluís XIV de França va enviar a Orry a estudiar la situació de la Hisenda de la Monarquia d'Espanya, en els inicis de la Guerra de Successió Espanyola (1701 - 1714). Orry va escriure informes detallats aconsellant, no només la centralització de l'administració de la Hisenda, sinó també recomanant una reforma progressiva del sistema bàsic de govern basat en el model francès. Segons les propostes de Orry el poder polític havia de ser transferit dels Consells de la Monarquia d'Espanya, dominats per l'aristrocàcia amb els seus propis interessos, a uns nous Ministeris similars a les Secretaries d'Estat franceses, que serien lleials a la Corona perquè d'ella se'n derivaria el seu poder. Acabat aquest encàrrec va romandre a Madrid com a agregat extraordinari prop de la cort de Felip V i serà, conjuntament amb Michel-Jean Amelot, el principal administrador francès del la monarquia borbònica. Amb l'esclat de la Guerra de Successió Espanyola el monarca encarregà a Orry que arrangés urgentment les finances militars espanyoles. Va reorganitzar i va incrementar la recaptació d'impostos i va improvisar alguns recursos per a pagar a les tropes i les provisions del bàndol borbònic. També va instituir procediments per recuperar la propietat real que havia estat venuda o robada. Poc després de maig de 1705 van ser creats els càrrecs de Secretari de Guerra i d'Hisenda, pas inicial en el programa de reformes de Orry. En la seva tasca es va unir a la favorita reial, la Cambrera major Princesa dels Ursins, que també havia arribat el 1701 a la cort com Cambrera Major de la jove reina, i tots dos van ser de facto els governants de la Monarquia d'Espanya. Orry va continuar els seus esforços per portar l'administració de la Hisenda cap al control plè del monarca i del govern central. També va intentar influir en la composició dels Consells de la Monarquia d'Espanya perquè els seus candidats recolzessin les seves reformes amb els seus vots, i va crear quatre noves secretaries d'Estat que li rendien comptes a ell personalment. L'estiu de 1706 fou cridat a França i la seva tasca fou continuda pel nou ambaixador francès a Madrid Michel-Jean Amelot, situat en el càrrec per la influència de la Princesa dels Ursins. No retornà a Castella fins a l'abril de 1713 on per acabar amb les seves reformes ell mateix va redactar el Reial decret 23-XII-1713, pel qual les tradicionals Corts van ser centralitzades en dividir a Espanya en 21 províncies. Els Consells territorials van ser reemplaçats per un Intendent que es trobava directament sota el comandament de Orry. Tan radical fou la reorganització que va suscitar algun sonet satíric anònim:
| « | Orry a manar, el rei a obeir, / l'un a presidir, un altre a caçar, / i d'aquesta sort tot és desmembrar / d'Espanya el cos, en comptes de compondre. / ¿Aqueste és planta? No, que és desfer, / perquè van els perits a birbar / i els que ignoren venen a ocupar / i que en la seva vida poden comprendre. | » |

### Caiguda del partit francès
Abans que les seves reformes poguessin ser del tot implantades Orry va ser destituït en caure en desgràcia la seva valedora davant Felip V, la Cambrera major Princesa dels Ursins. Amb el nou matrimoni de Felip V la seva muller parmesana Isabel de Farnesio va portar el mateix favorit, el cardenal Julio Alberoni. Orry va ser exonerat dels seus càrrecs, conjuntament amb Macanaz, el 7 de febrer de 1715. Tot i que determinades reformes de Orry no van sobreviure a la seva destitució, el seu successor Giulio Alberoni va continuar les línies principals de la seva reorganització fiscal i la disminució del poder dels Consells de la Monarquia d'Espanya en favor d'una burocràcia totalment supeditada al monarca poder central. La creació per part de Orry de Secretaries d'estat i intendències continuar com un element significatiu en l'administració governamental espanyola.